# Paiute de Llac Summit
La tribu Paiute de Llac Summit de Nevada és una tribu reconeguda federalment dels amerindis dels Estats Units paiute del nord al nord-oest de Nevada. El seu autònim és Agai Panina Ticutta o Agaipaninadi que vol dir "llac Summit" o "truita de llac." Tradicionalment han estat coneguts com a "menjadors de peix".

## Reserva
Els Paiute de Llac Summit de Nevada tenen una reserva federal, la reserva índia de Llac Summit, a 41° 31′ 27″ N, 119° 03′ 08″ O / 41.52417°N,119.05222°O al comtat de Humboldt (Nevada). La reserva fou establida en 1913 i té 12.573 acres (50,9 km²), amb 10.098 acres (40,9 km²) de terres en fideïcomís. En 1990 hi vivien 6 tribal membres de la tribu. En 1992 uns 112 individus eren registrats com a membres de la tribu. El llac Summit forma part de la reserva; no obstant això, no hi ha una font segura d'aigua potable a la reserva.

## Història
Tradicionalment, després del contacte amb els europeus, els Agai Panina Ticutta controlaven una àrea de 7.300 kilòmetres quadrats a la zona fronterera de Nevada, Califòrnia, i Oregon. Llurs terres van ser confiscades de manera unilateral pel govern dels EUA i el 1867 va passar a formar part d'una reserva militar, Camp McGerry, que va ser abandonada el 1871. Els edificis del Camp McGerry encara en peus s'han convertit en propietat tribal.
Durant la dècada de 1880 fins a principis de 1900, l'estat de Nevada no va permetre que els nens indis assistissin a les escoles públiques de l'estat. El govern federal va obligar els nens indis a ingressar en internats a Fort Bidwell (Califòrnia); Stewart, Nevada, i a l'Institut Sherman a Riverside (Califòrnia). Per tal de mantenir als seus fills en les seves famílies molts membres de la tribu van marxar de la reserva.
La reserva tribal actual va ser creat el 14 de gener 1913 per Ordre Executiva del president dels Estats Units núm. 1681, que els va cedir en fideïcomís 5.026 acres (20,3 kilòmetres quadrats).
El 24 d'octubre de 1964 la tribu Agai Panina Ticutta de la Nació Paiute del Nord va votar a favor de renunciar a la seva forma tradicional de govern i crear un nou govern sota la Llei de Reorganització Índia de 1934. Van rebre el reconeixement federal com a Tribu Paiute de Llac Summit el 8 de gener de 1965.

## Avui
El govern tribal de la tribu Paiute de Llac Summit té la seu a Sparks (Nevada). Tenen una relació de govern a govern amb el govern federal dels EUA. Actualment 120 persones estan inscrites com a membres de la tribu.